# Sistema Universitario de Montana
El Sistema Universitario de Montana (Montana University System en inglés) es una red de universidades públicas en el estado de Montana (Estados Unidos). El sistema fue creado el 1 de julio de 1994 cuando el departamento de educación del estado reestructuró los colleges y universidades en dos grandes sistemas: el de la Universidad Estatal de Montana (Montana State University) y el de la Universidad de Montana. Los dos sistemas tienen campus en cuatro ciudades, asignando un presidente al campus principal y un rector a cada uno de los tres campus menores.
Las universidades del sistema son las siguientes:
- Universidad de Montana
  - Universidad de Montana - Missoula (campus principal, en Missoula)
  - Universidad de Montana Occidental (en Dillon)
  - Universidad de Montana - Helena College of Technology (en Helena)
  - Montana Tech (en Butte)

- Universidad Estatal de Montana
  - Universidad Estatal de Montana - Bozeman (campus principal, en Bozeman)
  - Universidad Estatal de Montana - Billings (en Billings)
  - Universidad Estatal de Montana - Northern (en Havre)
  - Universidad Estatal de Montana - Great Falls (en Great Falls)

- Datos: Q2495887
- Multimedia: Montana State University System / Q2495887